# Stazione di Acqui Terme
Stazione di Acqui Terme vasútállomás Olaszországban, Acqui Terme településen.

## Vasútvonalak
Az állomást az alábbi vasútvonalak érintik:
- Asti–Genova-vasútvonal
- Alessandria–San Giuseppe di Cairo-vasútvonal

## Kapcsolódó állomások
A vasútállomáshoz az alábbi állomások vannak a legközelebb:
- Stazione di Alice Belcolle (Stazione di Asti, Asti–Genova-vasútvonal)
- Stazione di Visone (Stazione di Genova Brignole, Asti–Genova-vasútvonal)
- Stazione di Strevi (Stazione di Alessandria, Alessandria–San Giuseppe di Cairo-vasútvonal)
- Stazione di Terzo-Montabone (Stazione di San Giuseppe di Cairo, Alessandria–San Giuseppe di Cairo-vasútvonal)